# Nữ giới chung
Nữ giới chung (女界鐘, o Campana de las mujeres) fue una revista vietnamita publicada durante la primera mitad del siglo XX, caracterizada por promocionar la educación femenina. Fue una de las primeras publicaciones en Indochina dirigida a las mujeres y sirvió como modelo para otras revistas de temática similar en la zona. La fecha de la primera publicación fue el 1 de febrero de 1918 con una periodicidad semanal, publicándose cada viernes.

## Historia
En la primera mitad de siglo XX la nueva tecnología de la imprenta permitió una rápida difusión de la información en Vietnam y aparecieron numerosas publicaciones representando un amplio rango de puntos de vista. Nữ giới chung surgió como una iniciativa para fomentar la educación entre las mujeres sin menoscabo de los valores tradicionales.
El contenido publicado iba desde editoriales, poesía, novelas, algunas noticias y una sección de enseñanza de cocina. La jefa de redacción, Nguyet Anh Suong, poetisa, se hizo cargo de la revista, financiada por la dirección de Le Courriere Saigonnais. En el primer número declaró que la revista se centraría en fomentar el comercio y la productividad y el contacto entre las gentes. Debido al bajo número de suscripciones, La publicación cerró tras cinco meses.